# Magnétiseur

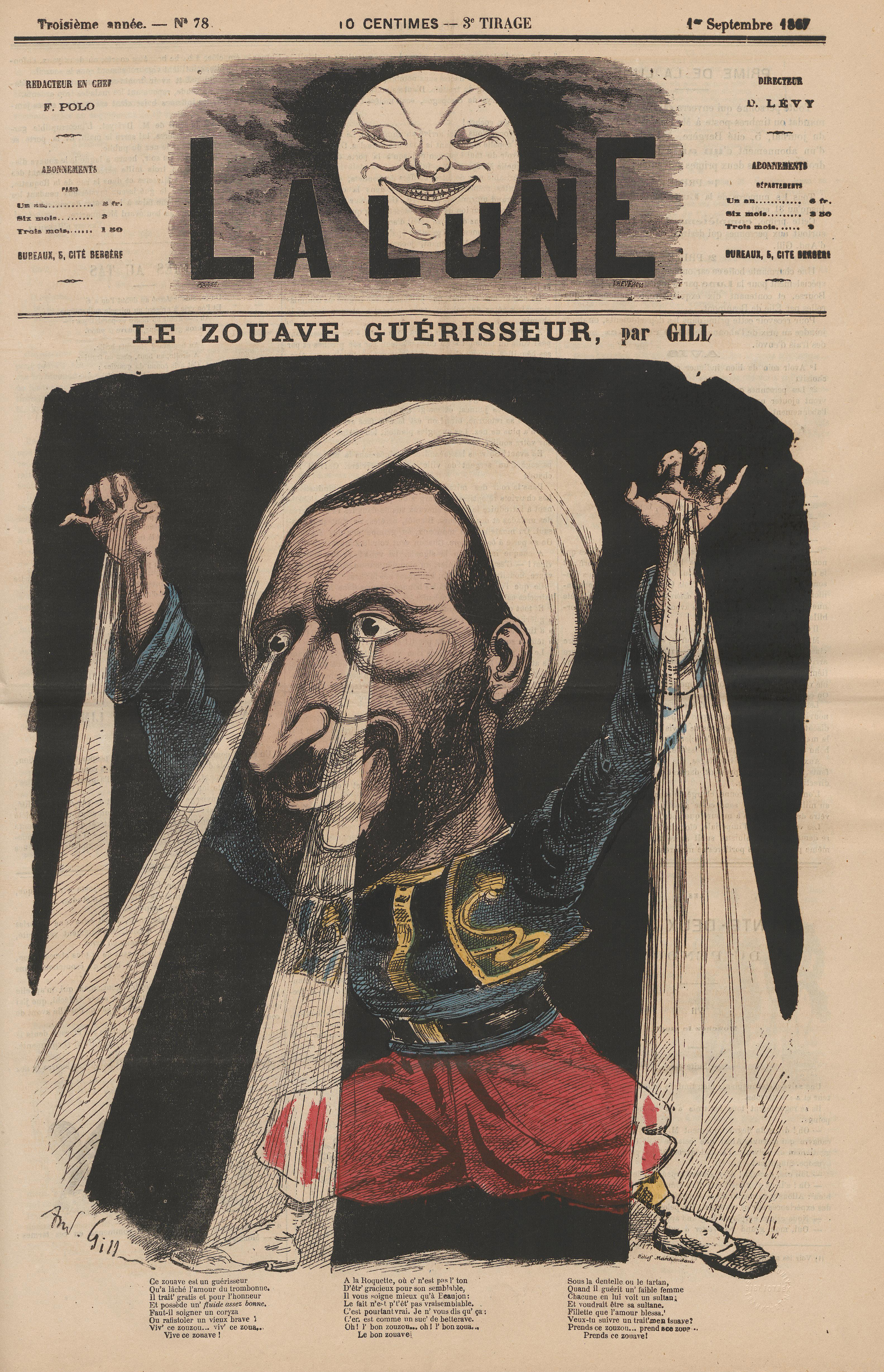
Caricature du zouave Jacob par André Gill (1867).

Un magnétiseur est une personne qui pratique une médecine non conventionnelle en utilisant le magnétisme animal (ou mesmérisme) afin de soulager les douleurs ou de guérir. 
L'efficacité de cette pseudo-médecine n'a pas été démontrée et ses fondements ne sont pas admis par la communauté scientifique.  

## Indications thérapeutiques
Il n'existe pas d'indications thérapeutiques avérées et officielles pour la pratique du magnétisme, les soins prodigués par un magnétiseur et leur efficacité étant totalement dénués de preuves scientifiques. Il n'existe aucune preuve concrète de l'efficacité du magnétisme, pas plus que de ses fondements, qui vont à l'encontre des connaissances scientifiques et médicales communément admises.
Le recours aux services des magnétiseurs demeure cependant largement répandu. La satisfaction de certains clients est attribuée à l'effet placebo.

## Tests expérimentaux
En 2004 et en 2012, l'Observatoire zététique a mis en œuvre des protocoles expérimentaux destinés à tester les capacités de deux magnétiseurs. Ces derniers devaient détecter la présence, derrière un paravent, d'une personne, choisie par eux, qu'ils avaient examinée au préalable et dont ils prétendaient pouvoir percevoir un signal magnétique. Toutes les précautions étaient prises pour qu'aucune information autre que « magnétique » ne puisse être perçue. Les magnétiseurs ont échoué à détecter la présence ou l'absence d'une personne derrière le paravent. Les expériences n'ont donc pas permis de mettre en évidence une capacité particulière de détection de leur part.

## Représentants
Le Groupement pour l'organisation de la médecine auxiliaire (GNOMA), créé en 1950, est une association de magnétiseurs qui cherche à faire reconnaître officiellement les pratiques que ceux-ci utilisent.
Il existe également un Syndicat national des magnétiseurs et praticiens des méthodes naturelles et traditionnelles (SNAMAP) créé en 1997.

## Législation en France
En France, le magnétisme animal n'est pas reconnu par l'Académie nationale de médecine depuis 1784 et les médecins n'ont donc pas le droit d'envoyer leurs patients vers un magnétiseur, selon l'article R. 4127-39 du Code de la santé publique.